# Amt Ahrensfelde/Blumberg
Das Amt Ahrensfelde/Blumberg war ein 1992 gebildetes Amt in Brandenburg, in dem sich fünf Gemeinden im damaligen Kreis Bernau (heute Landkreis Barnim, Brandenburg) zu einem Verwaltungsverbund zusammengeschlossen hatten. Sitz der Amtsverwaltung war in Ahrensfelde. Das Amt Ahrensfelde/Blumberg wurde 2003 wieder aufgelöst.

## Geographische Lage
Das Amt Ahrensfelde/Blumberg grenzte im Norden an das Amt Panketal, im Osten an das Amt Werneuchen, im Süden an das Amt Altlandsberg und das Amt Hoppegarten und im Westen an das Land Berlin.

## Geschichte
Am 13. Juli 1992 erteilte der Minister des Innern des Landes Brandenburg der Bildung des Amtes Ahrensfelde/Blumberg seine Zustimmung. Als Zeitpunkt des Zustandekommens des Amtes wurde der 31. Juli 1992 festgelegt. Das Amt hatte seinen Sitz in der Gemeinde Ahrensfelde und bestand zunächst aus fünf Gemeinden im damaligen Kreis Bernau:
1. Blumberg
2. Ahrensfelde
3. Lindenberg
4. Eiche
5. Mehrow

Nach einer Bekanntmachung des Ministeriums des Innern des Landes Brandenburg vom 7. Juni 2002 wurde die Eingliederung der Gemeinde Mehrow in die Gemeinde Ahrensfelde genehmigt. Der Zusammenschluss wurde aber erst zum Zeitpunkt der nächsten landesweiten Kommunalwahlen am 26. Oktober 2003 rechtswirksam.
Am 26. Oktober 2003 wurde aus den Gemeinden Ahrensfelde, Blumberg, Eiche und Lindenberg die neue Gemeinde Ahrensfelde-Blumberg gebildet. Das Amt Ahrensfelde/Blumberg wurde aufgelöst, die Gemeinde Ahrensfelde-Blumberg amtsfrei. Zum 1. Oktober 2004 wurde der Name der Gemeinde in Ahrensfelde geändert. Laut der Hauptsatzung gliedert sich die Gemeinde Ahrensfelde in fünf Ortsteile.
| Jahr      | 1992 | 1993 | 1994 | 1995 | 1996 | 1997 | 1998 | 1999 | 2000  | 2001  | 2002  |
| Einwohner | 5309 | 5389 | 5999 | 6494 | 6697 | 7701 | 8559 | 9640 | 10612 | 11130 | 11553 |

## Amtsdirektor
Erster und letzter Amtsdirektor war Bernd Wollermann.

## Belege
1. ↑  Bildung der Ämter Ahrensfelde/Blumberg, Werneuchen, Groß Schönebeck (Schorfheide)-Land. Bekanntmachung des Ministers des Innern vom 13. Juli 1992. Amtsblatt für Brandenburg - Gemeinsames Ministerialblatt für das Land Brandenburg, 3. Jahrgang, Nummer 54, 31. Juli 1992, S. 971/2.
2. ↑  Eingliederung der Gemeinde Mehrow in die Gemeinde Ahrensfelde. Bekanntmachung des Ministeriums des Innern vom 7. Juni 2002. Amtsblatt für Brandenburg Gemeinsames Ministerialblatt für das Land Brandenburg, 13. Jahrgang, 2002, Nummer 26, Potsdam, den 26. Juni 2002, S. 618 PDF
3. ↑  Fünftes Gesetz zur landesweiten Gemeindegebietsreform betreffend die Landkreise Barnim, Märkisch-Oderland, Oberhavel, Ostprignitz-Ruppin, Prignitz, Uckermark (5.GemGebRefGBbg) vom 24. März 2003 (Gesetz- und Verordnungsblatt für das Land Brandenburg, I (Gesetze), 2003, Nr. 05, S. 82), geändert durch Gesetz vom 1. Juli 2003 (Gesetz- und Verordnungsblatt für das Land Brandenburg, I (Gesetze), 2003, Nr. 10, S. 187)
4. ↑  Änderung des Namens der Gemeinde Ahrensfelde-Blumberg. Bekanntmachung des Ministeriums des Innern vom 8. Juni 2004. Amtsblatt für Brandenburg Gemeinsames Ministerialblatt für das Land Brandenburg, 15. Jahrgang, 2004, Nummer 26, Potsdam, den 7. Juli 2004, S. 481 PDF
5. ↑  Hauptsatzung der Gemeinde Ahrensfelde vom 16. Januar 2012 (1. Änderungssatz) (Memento vom 28. Mai 2018 im Internet Archive)
6. ↑  Beitrag zur Statistik Landesbetrieb für Datenverarbeitung und Statistik Historisches Gemeindeverzeichnis des Landes Brandenburg 1875 bis 2005 19.2 Landkreis Barnim PDF
7. ↑  Amtsdirektor Wollermann droht Verweis (Memento vom 23. Januar 2016 im Internet Archive), Berliner Zeitung vom 14. September 1995